# دميمة
دَمِيمَة هو جنس من العث من الفصيلة الأربوسية.